# Леонтиј Бенигсен
Леонтиј Бенигсен (рус. Лео́нтий Бе́ннигсен; Брауншвајг, 10. фебруар 1745 — Бантелн, 3. децембар 1826) био је руски генерал.
У руско-турском рату (1787—1792) истакао се као командант пука и бригаде. Учествовао је у гушењу Пољског устанка 1794. и у руско-персијском рату (1796). После ступања Александра I на престо добио је положај војног гувернера у Литванији. У рату против Наполеона 1806-1807, као командант корпуса 1. армије одбио је 26. децембра 1806. године код Пултуска напад три француске дивизије под Ж. Ланом. После тога је постављен за врховног команданта руске армије ангажоване против Наполеона. Код Пројсиш Ајлауа сударио се с Наполеоном 7-8. фебруара 1807. године у офанзивног бици, али је код Фридланда (14. јун 1807) тучен од надмоћнијих француских снага. За време Наполеоновог похода на Русију 1812. године најпре је био у руској Врховној команди, а затим начелник штаба Кутузова. Командовао је руским снагама које су однеле победу код Тарутина (18. октобар 1812). Као командант руске резервне армије у 1813. години учествовао је у бици код Лајпцига, а потом је био командант руских снага које су опседале тврђаве на Лаби. Од 1814. до 1818. године Бенигсен је командовао армијом у Бесарабији. На тој дужности показао је слабе резултате па је смењен и разрешен војне службе.
Бенигсен припада војсковођама које су против Наполеона постигле узвесне успехе још у дане његовог успона. Бенигсеновим одлукама није недостајала ни енергија ни смелост, него техника извођења. Суровом и безобзирном дисциплином покушао је да смањи утицај слабе обучености руских трупа на бојном пољу.